# Croptilon
Croptilon,  es un género perteneciente a la familia Asteraceae. Comprende 4 especies descritas y solo 3 aceptadas.

## Taxonomía
El género fue descrito por Constantine Samuel Rafinesque y publicado en Flora Telluriana 2: 47. 1836[1837].

## Especies
A continuación se brinda un listado de las especies del género Croptilon aceptadas hasta junio de 2011, ordenadas alfabéticamente. Para cada una se indica el nombre binomial seguido del autor, abreviado según las convenciones y usos.
- Croptilon divaricatum (Nutt.) Raf.
- Croptilon hookerianum (Torr. & A.Gray) House
- Croptilon rigidifolium (E.B.Sm.) E.B.Sm.